# Cosmos 954
Cosmos 954 era un satèl·lit militar soviètic de vigilància oceànica del tipus US-A, l'equipament a bord de la qual estava alimentat per una bateria nuclear (coneguts a l'Occident amb el nom de RORSAT). En la fase de tornada a la Terra, a causa d'una avaria, el reactor va accedir a l'atmosfera i va precipitar sobre Canadà.
El Cosmos 954 fou el catorzè satèl·lit de tipus US-A a esdevenir operatiu. Va ser llançat amb un vector Ciklon-2 el 18 setembre de 1977.
El 23 gener de 1978 el satèl·lit va tornar a entrar a l'atmosfera terrestre. Malauradament, a causa d'una avaria, el reactor nuclear que duia incorporat no havia estat ejectat prèviament a l'òrbita alta i el dispositiu d'emergència de dispersió de les components radioactius en capes altes de l'atmosfera tampoc no havia funcionat. Com a conseqüència d'aquestes fallades, el satèl·lit es va estavellar als Territoris del Nord-Oest del Canadà, i va contaminar-hi una superfície de 124.000 quilòmetres quadrats.
Arran d'aquests esdeveniments, el govern canadenc va demanar a la Unió Soviètica una indemnització de 6.041.174,70 dòlars.
La URSS, en un primer moment, es va defensar, al·legant la falta de culpa en la caiguda del satèl·lit, que havia estat projectat i llançat en òrbita amb la màxima diligència. Va argumentar que no havia de compensar els danys perquè la caiguda havia tingut lloc no pas per pròpia incúria, sinó per força major. El Canadà va rebatre sostenint que n'hi havia prou amb el llançament del satèl·lit per generar una responsabilitat objectiva per part de l'URSS. Després de més resistències, la Unió Soviètica va considerar, finalment, que la indemnització fos deguda, no pas per una obligació jurídica sinó com a concessió generosa. En canvi, els soviètics van pagar solament tres milions de dòlars canadencs.